# 亨利埃塔 (北卡羅萊納州)
亨利埃塔（英語：Henrietta）是位於美國北卡羅萊納州拉瑟福縣的普查規定居民點。

## 人口
根據2020年美國人口普查的數據，亨利埃塔的面積為1.52平方千米，當中陸地面積為1.51平方千米，而水域面積為0.01平方千米。當地共有人口395人，而人口密度為每平方千米259.87人。